# 蕭宝義
蕭 宝義（蕭寶義、しょう ほうぎ、生年不詳 - 天監8年7月17日（509年8月18日））は、南朝斉の皇族。巴陵隠王。明帝蕭鸞の長男。もとの名は明基。字は智勇。聾啞者。

## 経歴
蕭鸞と殷貴嬪のあいだの子として生まれた。建武元年（494年）10月、持節・都督揚南徐二州諸軍事・前将軍・揚州刺史に任じられた。11月、晋安郡王に封じられた。始安王蕭遙光が刺史の任を代行した。まもなく宝義は右将軍の号を受け、石頭に駐屯した。建武2年（495年）7月、使持節・都督南徐州諸軍事・鎮北将軍・南徐州刺史として出向した。永泰元年（498年）8月、征北大将軍・開府儀同三司の位を受けた。永元元年（499年）、蕭遙光の乱が鎮圧されると、宝義は都督揚南徐二州諸軍事・驃騎大将軍・揚州刺史に任じられた。東府は兵火にかかって焼失していたが、蕭宝巻が宮殿の造営に精を出していたため、修築することができなかった。そこで宝義は揚州に駐屯した。永元3年（501年）1月、司徒に上った。同年（中興元年）3月、和帝が即位すると、宝義は侍中・司空となった。12月、梁王蕭衍が建康を平定すると、宝義は宣徳太后の令により太尉となり、司徒を兼ねた。
天監元年（502年）4月、蕭衍が梁の皇帝として即位すると、宝義と逃亡した宝寅を除く、蕭鸞の男子を全員殺した。宝義は謝沐県公に封じられた。まもなく巴陵郡王に封じられ、南朝斉の祭祀を奉じた。天監8年（509年）7月、死去した。

## 妻
- 劉氏（劉絵の兄の劉悛の娘）

## 伝記資料
- 『南斉書』巻50 列伝第31
- 『南史』巻44 列伝第34